# Jericho (Lied)
Jericho ist ein Song der englischen Big-Beat-Band The Prodigy. Sie erschien zusammen mit Fire als deren vierte Single am 7. September 1992.
Die Single trug den Zusatz "strangely limited edition", da die Schallplatten nur zwei Wochen lang verkauft wurden, um den Verkauf des Debütalbums The Prodigy Experience zu fördern, das einige Monate später erschien. Als die Single erneut veröffentlicht wurde, trug sie jedoch noch immer selbigen Untertitel.
Das Intro der Original Version besteht aus Posaunen-Klängen über einem Streicher-Ostinato und „The horns of Jericho“-Rufen, die aus dem gleichnamigen Hip-Hop-Album von Hijack stammen (The Badman is Robin). Ein von James Brown gesampelter Schrei, der im Folgenden durch aufsteigende Synthesizer-Glissandi imitiert wird, eröffnet einen Breakbeat-Teil. Zwei weitere Samples („Feel the bass come down on me“ und „Keep on dancing“) stammen von Jungle Brothers.
Der Remix der britischen Jungle-Pioniere Genaside II beginnt mit einem Vocal-Sample („Hey poor! You don't have to be poor any more!“), das sich auf dem Track „Welcome to paradise“ der EBM-Band Front 242 findet (vom 1988er Album Front by Front).
Der Ausruf „And you thought the beat slowed down, come on!“ stammt von Public Enemys Track Power to the People auf dem Album Fear of a Black Planet.